# Dulovo
Dulovo (în bulgară Дулово) este un oraș în partea de nord-est a Bulgariei. Aparține de  Obștina Dulovo, Regiunea Silistra, Dobrogea de Sud.
Atestat documentar pentru prima oară în 1573 ca sat sub numele de Accadânlar, Dulovo a aparținut României între 1913 - 1940, când era inclus în județul Durostor. Lângă localitate a mai existat o așezare (azi dispărută) numită Gheri-Mahle în timpul administrației românești. A fost declarat oraș în 1960.

## Demografie
Componența etnică a orașului Dulovo
     Turci (35,93%)
     Bulgari (45,06%)
     Romi (7%)
     Nicio identificare (11,65%)
     Altele (0,33%)
La recensământul din 2011, populația orașului Dulovo era de 6.537 locuitori. Nu există o etnie majoritară, locuitorii fiind bulgari (45,06%), turci (35,93%) și romi (7,0%). Pentru 11,65% din locuitori nu este cunoscută apartenența etnică.

### Recensământul românesc din 1930
Componența etnică a comunei Accadânlar (județul Durostor)
     Români (17,1%)
     Bulgari (3,25%)
     Turci (77,78%)
     Armeni (1,12%)
     Altă etnie (0,75%)
Componența confesională a comunei Accadânlar
     Ortodocși (21,68%)
     Musulmani (77,78%)
     Altă religie (0,54%)
Conform recensământului efectuat în 1930, populația comunei Accadânlar se ridica la 1.508 locuitori. Majoritatea locuitorilor erau turci (77,78%), cu o minoritate de români (17,10%), una de bulgari (3,25%) și una de armeni (1,12%). Alte persoane s-au declarat: maghiari (5 persoane), germani (3 persoane), ruși (2 persoane) și greci (1 persoană). Din punct de vedere confesional, majoritatea locuitorilor erau musulmani (77,78%), dar existau și ortodocși (21,68%). Alte persoane au declarat: armeano-gregorieni (24 de persoane),  mozaici (36 de persoane), evanghelici/luterani (2 persoane) și romano-catolici (6 persoane).